# 法恩角
法恩角（英語：Fine Point），是南極洲的海岬，位於南喬治亞群島，處於什爾角以西的奧拉夫王子港北岸，由英國研究隊繪入地圖和命名，由英國海外領土管轄。